# Basingstoke and Deane
Basingstoke and Deane ist ein Verwaltungsbezirk mit dem Status eines Borough in der Grafschaft Hampshire in England. Der Bezirk umfasst neben der Stadt Basingstoke auch einige umliegende Dörfer wie
Bramley, Oakley, Overton, Steventon, Tadley und Whitchurch. Deane ist der Name eines kleinen Weilers 11 km südlich von Basingstoke.

## Geschichte
Der Bezirk wurde am 1. April 1974 gebildet und entstand aus der Fusion des Borough of Basingstoke, des Basingstoke Rural District und des Whitchurch Rural District.

## Städtepartnerschaft
Zwischen Basingstoke and Deane und der deutschen Kreisstadt Euskirchen besteht seit 1986 eine Städtepartnerschaft. Weitere Partnerstädte sind Alençon in Frankreich (seit 1968) und Braine-l’Alleud in Belgien (seit 1979).

## Nachweise
1. ↑  Website Basingstoke and Deane – Twinning

Koordinaten: 51° 15′ N, 1° 7′ W